# 유대 볼셰비즘
유대 볼셰비즘(Jewish Bolshevism, Judeo–Bolshevism)은 반유대주의적 음모론의 일종으로, 1917년 러시아 혁명과 소련 수립을 비롯한 국제적 공산주의 운동이 서구를 무너뜨리려는 유대인 국제세력에 의해 계획, 주도되었다는 주장이다. 이는 나치 독일의 소련 침공과 홀로코스트를 정당화하는 이론적 배경 중 하나가 되었다.

## 같이 보기
- 문화마르크스주의 음모론
- 시온 의정서